# Сепаратный мир
Сепара́тный мир (лат. separatus — «отдельный», «особый»), устар. партикулярный мир — мирный договор, заключённый одним из участников воюющей коалиции без ведома и согласия союзников. Сепаратный мир обычно заключается до всеобщего прекращения войны. Коалиции иногда отдельно оговаривают, что они обязуются заключать мир лишь совместно (но это не всегда предотвращает сепаратные мирные договоры).
Исторические примеры сепаратных мирных договоров:
- Вестминстерский договор (1674) — Англия заключила мир с Голландской республикой отдельно от Франции.
- Дрезденский мирный договор (1745) — Пруссия заключила сепаратный мир с Габсбургской империей и Саксонией.
- Базельский мирный договор (1795) — Пруссия и Испания заключили мир с Францией, выйдя из состава Первой коалиции.
- Брестский мир (1918) — Россия заключила договор с Германией отдельно от союзников по Антанте (вопреки декларации 4 сентября 1914).
- Московское перемирие (1944) — Финляндия заключила сепаратный мир с Советским Союзом, отдельно от союзников по Оси.
- Египетско-израильский мирный договор (1979) — Египет заключил договор с Израилем отдельно от союзников по Лиге арабских государств.
- Петербургский мирный договор (1762) — Россия заключила договор с Пруссией отдельно от союзников по антипрусской коалиции